# Biển Ceram
Biển Ceram là một biển nhỏ nằm trong khu vực thưa thớt các đảo của Indonesia. Nó là một phần của Thái Bình Dương với diện tích khoảng 12.000 kilômét vuông, nằm giữa hai đảo đều thuộc tỉnh Maluku là Buru ở phía tây và Seram ở phía đông. Hai đảo này thuộc số khoảng 150 đảo đã có thời được gọi chung là Nam Molucca. Hai đảo này là nơi sinh sống bản địa của các loài thực vật được sử dụng làm gia vị như nhục đậu khấu, đinh hương và hồ tiêu nên các biển bao quanh chúng đã từng là các lộ trình hàng hải nhộn nhịp. Biển Ceram cũng là nơi sinh sống của một vài loài cá bống trắng nhiệt đới và nhiều loài cá khác. Giống như nhiều biển nhỏ khác ở Indonesia, biển Ceram nhiều đá và có nhiều hoạt động kiến tạo địa tầng.